# Carl Cederström i Fredrikslund
Carl Gustaf Rudolf Cederström (i riksdagen kallad Cederström i Fredrikslund), född 25 maj 1841 i Stockholm, död 12 augusti 1925 i Alsike, var en svensk friherre, godsägare och politiker. Han var son till riksdagsmannen friherre Carl Emanuel Cederström och svärson till bruksägaren och riksdagsmannen Carl August Skjöldebrand.
Carl Cederström var riksdagsledamot i andra kammaren för Stockholms läns västra domsagas valkrets 1897–1899. 1868 blev Cederström kammarherre hos änkedrottning Josefina och kabinettskammarherre 1891.

## Utmärkelser

### Svenska utmärkelser
- Konung Oscar II:s och Drottning Sofias guldbröllopsminnestecken, 1907.[5]
- Konung Oscar II:s jubileumsminnestecken, 1897.[5]
- Kommendör av första klassen av Nordstjärneorden, 1 december 1900.[6]
- Riddare av första klassen av Svärdsorden, 1881.[7]

### Utländska utmärkelser
- Storofficer av Italienska kronorden, senast 1915.[5]
- Kommendör av första klassen av Mecklenburgska Griporden, senast 1915.[5]
- Riddare av Danska Dannebrogorden, senast 1915.[5]